# Les Adolescentes (film, 1960)
Pour les articles homonymes, voir Adolescent (homonymie).
 (septembre 2014).
Si vous disposez d'ouvrages ou d'articles de référence ou si vous connaissez des sites web de qualité traitant du thème abordé ici, merci de compléter l'article en donnant les références utiles à sa vérifiabilité et en les liant à la section « Notes et références ».
Pour plus de détails, voir Fiche technique et Distribution.
Les Adolescentes (I dolci inganni) est un film franco-italien, réalisé par Alberto Lattuada, sorti en 1960. 

## Synopsis
Francesca, adolescente de dix-sept ans issue d'un milieu aisé, profite des libertés que lui accordent ses parents. Un matin, au lieu de se rendre au lycée comme habituellement, elle fait une visite impromptue chez Enrico, un séduisant architecte ami de la famille, mais de vingt ans son aîné. Après de multiples escapades avec la mère d'une amie, la Comtesse, puis avec les copains de son frère, Francesca toujours attirée par Enrico finira par le retrouver et découvrira l'amour dans ses bras. Mais cette liaison sera sans lendemain…

## Fiche technique
- Titre original : I dolci inganni (Douces tromperies)
- Titre français : Les Adolescentes
- Réalisation : Alberto Lattuada
- Scénario : Alberto Lattuada, Franco Brusati, Francesco Ghedini, Claude Brulé
- Décors : Maurizio Chiari
- Costumes : Lucia Mirisola
- Photographie : Gábor Pogány
- Son : Kurt Doubrowsky
- Montage : Leo Cattozo
- Musique : Piero Piccioni
- Production : Silvio Clementelli
- Sociétés de production : 
  -  Titanus, Laetitia Films
  -  Les Films Marceau-Concordia, Cocinor
- Pays d'origine :  Italie,  France
- Langue originale : italien
- Format : noir et blanc — 35 mm — 1,37:1 — son Mono
- Genre : Comédie dramatique
- Durée : 95 minutes
- Dates de sortie : 
  - Italie : 15 octobre 1960
  - France : 19 juillet 1961
- Affiche : Gilbert Allard (France)

## Distribution
- Catherine Spaak : Francesca
- Christian Marquand : Enrico
- Jean Sorel : Renato
- Milly : la Comtesse
- Juanita Faust : Maria Grazia
- Donatella Erspamer : la Princesse
- Marilù Tolo : Margherita

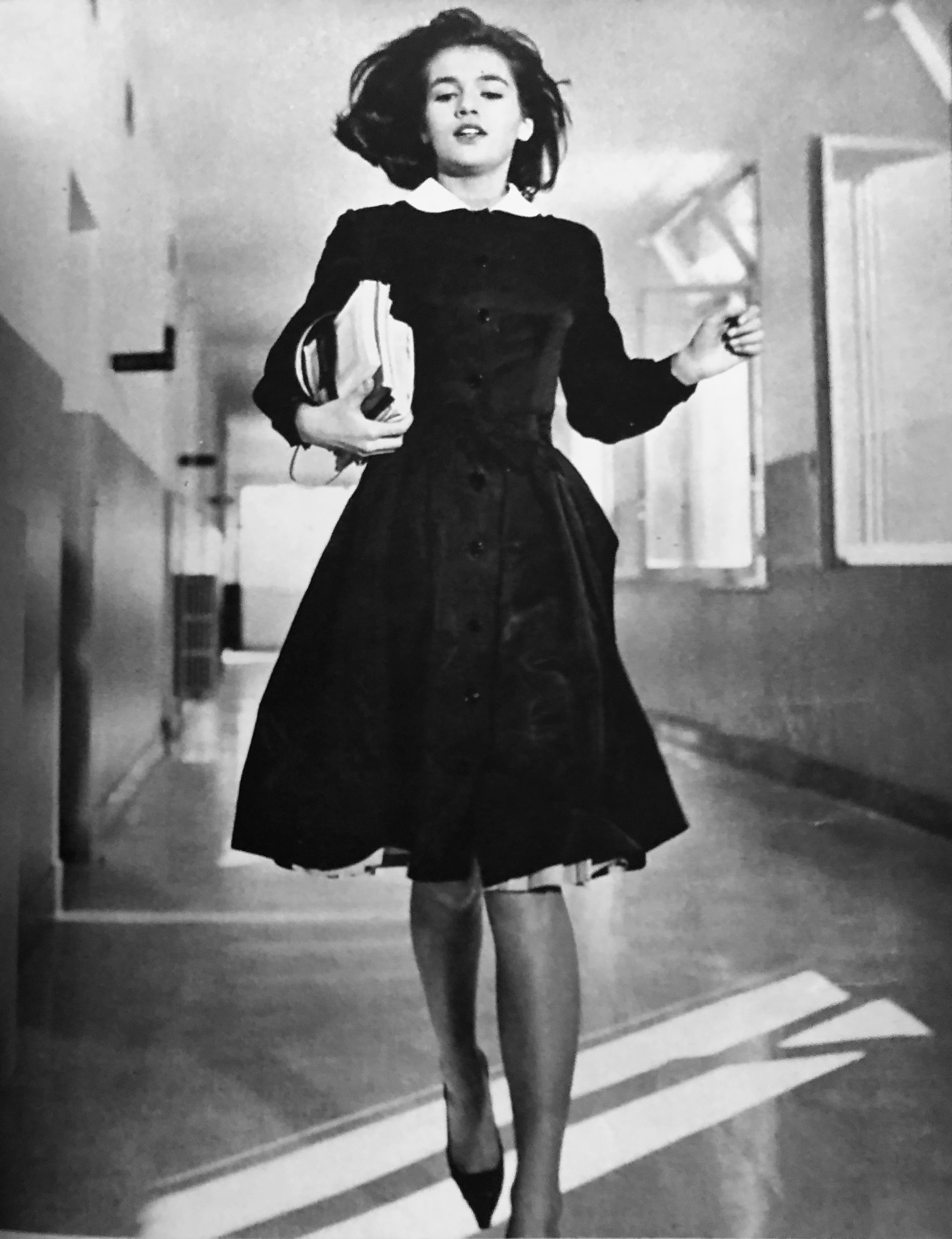
Catherine Spaak dans une scène du film.

- Giovanna Pignatelli : Princesse Lavinia
- Oliviero Prunas : Eddy
- Giacomo Furia : le commerçant

## Chansons du film
- Arrivederci : musique d'Umberto Bindi, paroles de Giorgio Calabrese
- Tornerai : musique de Dino Olivieri, paroles de Nino Rastelli

## Commentaires
- Sorti à une époque où, en Italie notamment, la virginité des jeunes filles demeurait un sujet délicat, I dolci inganni (Douces tromperies) s'attira les foudres du public et de la censure. Alberto Lattuada ne comblait, pour sa part, qu'une aspiration ancienne : celle de filmer la découverte de l'amour physique chez une jeune adolescente, ce moment de trouble éphémère dans l'existence d'une femme. Filippo Maria De Sanctis s'extasie « avec enchantement » de ces « très longs moments durant lesquels les pensées de Francesca (Catherine Spaak) montent éclore à la surface de l'être (…) : toute la complexité de l'adolescence est présente sur le visage et dans les yeux de cette jeune fille. Le langage de Lattuada parvient ici à une limpidité et une vérité qu'il n'avait encore jamais atteintes. » Il regrette, néanmoins, qu'en ce film « le banal et l'inutile finissent par phagocyter le meilleur, jusqu'à le faire disparaître. » (Premier Plan, mai 1965)
- Freddy Buache, pour qui Lattuada est « un sensuel » qui « aime cadrer une épaule nue, le velouté d'une peau, le froufrou d'un jupon ou les reflets d'un bas de soie gaînant une belle jambe », explique, selon lui, l'échec relatif des Adolescentes par le fait qu'"il renverse du côté du mélodrame une action qui, par son caractère naturel et sa légèreté de touche, ne mérite pas d'être prise au sérieux trop nettement". Parfois, constate-t-il, avec regret, "on songe à certains accents de Colette, mais en optant pour l'ambiguïté, Lattuada désamorce ce qui pourrait être un beau poème et il laisse l'équivoque prendre le pas sur la pureté" [1].
- Enrique Seknadje repère plusieurs styles dans le film : « Le classicisme des Calligraphes – [Lattuada] a été l’assistant de deux esthètes du cinéma des années trente, Mario Soldati et de Ferdinando Maria Poggioli. Le néo-réalisme ou cinéma de la chronique. Il y a de ce point de vue une séquence très belle durant laquelle la caméra suit longuement Francesca qui marche dans une artère de Rome (...) ! On pense à la théorie du pedinamento de Cesare Zavattini, le scénariste de Vittorio De Sica. Le pedinamento consiste à suivre pas à pas un personnage dans sa vie quotidienne – à le prendre en filature, en quelque sorte ; à enquêter sur lui. Le cinéma moderne ou pré-moderne, aussi, avec ce regard-caméra qui conclue [sic] le récit et dont l’origine se trouve évidemment dans Monika d’Ingmar Bergman (1954) »[2].

## Le point de vue de Catherine Spaak
« C'est une histoire vraie, grave, sensible et non un divertissement pour vieux messieurs ! », Catherine Spaak, actrice principale du film.